# Lajos Hevesi
Lajos Hevesi fino al 1872 Ludwig Hirsch oppure Lajos Lövy (Heves, 20 dicembre 1843 – Vienna, 27 febbraio 1910) è stato un giornalista, scrittore e critico d'arte ungherese.

## Biografia
Figlio del medico ebreo Mór (Mauritz) Lövy e della moglie Adél (Adele) dal 1854 al 1862 frequentò il liceo degli scolopi a Pest. Dal 1862 al 1865 studiò filologia classica e medicina a Budapest e Vienna senza tuttavia concludere gli studi.
Iniziò a dedicarsi alla scrittura e al giornalismo e dal 1865 fu un giornalista e autore molto attivo. Nel 1866 venne assunto come collaboratore del "Pester Lloyd" nella redazione guidata dallo scrittore Adolf Dux, occupandosi di diverse rubriche diventò autore principale della sezione culturale del giornale.
Intorno al 1872 assunse lo pseudonimo "Ludwig Hevesi", per le pubblicazioni ungheresi "Hevesi Lajos".
Nel 1875 Hevesi si stabilì a Vienna e divenne responsabile della rubrica culturale del quotidiano viennese Fremden-Blatt. Nel corso della sua vita scrisse per oltre 20 giornali e periodici tra i quali il "Breslauer Zeitung" e "Ver Sacrum". Fondò una pubblicazione per ragazzi inititolata  "Kleine Leute" ed un foglio umoristico chiamato "Borsszem Jankó".
Gran parte del suo lavoro si concentrava nelle critiche teatrali e recensioni, per esempio delle rappresentazioni del Hofburgtheater, critica d'arte legata all'ambiente artistico viennese e saggi letterari.
Fu un sostenitore della secessione viennese incoraggiando i primi secessionisti come Anton Romako o il paesaggista Theodor Hörmann von Hörbach e a seguire il cosiddetto gruppo di Klimt. Nella sua opera Altkunst - Neukunst utilizza per la prima volta il termine "Neukunst" che si impose in area francofona con la traduzione "art nouveau" mentre in area germanofona si impose la definizione Jugendstil.
Sua è la frase "A ogni epoca la sua arte, all'arte la sua libertà" che venne posta come motto della secessione sull'omonimo palazzo.
Hevesi rimase celibe, si sparò all'età di 66 anni nel suo appartamento nella Walfischgasse 8, nel centro di Vienna. Venne sepolto il 1º marzo del 1910 presso il Zentralfriedhof.

## Opere
- A kereskedelmi levelezésnek kézikönyve. Pest 1864. [A manual of commercial correspondence]
- Sie sollen ihn nicht haben: Heiteres aus ernster Zeit. Köhler, Leipzig 1871 (Humor)
- Kleine Leute: Illustrirte Kinderzeitung. Budapest 1871/74. (7 vols.)
- Jelky András: bajai fiú rendkivüli kalandjai ötödfél világrészben. Pest 1872. New translated by Jószef Takách: Die Abenteuer des András Jelky in drei Erdteilen. New edition by János Czibor based on 3rd ed. 1879. Corvina, Budapest 1961. (Mehrere Aufl.).
- Budapest und seine Umgebung. Ráth, Budapest 1873. Hungarian ed.: Budapest  és környéke. Budapest 1873
- Des Schneidergesellen Andreas Jelky Abenteuer in vier Welttheilen. Nach historischen Quellen zum ersten Male ausführlich dargestellt und der reiferen Jugend gewidmet von Onkel Tom. Redakteur der "Kleinen Leute". Mit sechs Holzschnitten nach Zeichnungen von Johann Greguß. Franklin-Verein, Budapest 1875.
- Karczképek az ország fővárosából. Budapest 1876. [Sketches from the Capital]
- Auf der Schneide: Ein Geschichtenbuch. Bonz, Stuttgart 1884
- Neues Geschichtenbuch. Bonz, Stuttgart 1885
- Auf der Sonnenseite: Ein Geschichtenbuch. Bonz, Stuttgart 1886. Microfiche ed.: Belser, Wildberg 1989/90, ISBN 3-628-40726-5
- Almanaccando: Bilder aus Italien. Bonz, Stuttgart 1888
- Buch der Laune: Neue Geschichten. Bonz, Stuttgart 1889
- Ein englischer September: Heitere Fahrten jenseits des Kanals. Bonz, Stuttgart 1891
- Regenbogen: Sieben heitere Geschichten. Ill. Wilhelm Schulz. Bonz, Stuttgart 1892
- Von Kalau bis Säkkingen: Ein gemütliches Kreuz und Quer Bonz, Stuttgart 1893
- Tübingen: Eine Reiseskizze. 1893
- Zerline Gabillon: Ein Künstlerleben. Ill. 18 drawings by Helene Bettelheim-Gabillon. Bonz, Stuttgart 1894
- Glückliche Reisen. Bonz, Stuttgart 1895
- Wilhelm Junker: Lebensbild eines Afrikaforschers. Weidmann, Berlin 1896
- Victor Tilgners ausgewählte Werke. Wien 1897
- Die Althofleute: Ein Sommerroman. Ill. by Wilhelm Schulz. Bonz, Stuttgart, 1897
- Blaue Fernen: Neue Reisebilder. Bonz, Stuttgart 1897
- Das bunte Buch: Humoresken aus Zeit und Leben, Litteratur und Kunst. Bonz, Stuttgart 1898
- Wiener Totentanz: Gelegentliches über verstorbene Künstler und ihresgleichen. Bonz, Stuttgart 1899. New ed.: Innsbruck, Univ. 2007, ISBN 3-226-00352-6
- Ideen. Olbrich Josef M.; Einf. von Ludvig Hevesi. Wien [1899]
- Der zerbrochene Franz nebst anderen Humoresken und Geschichten. Bonz, Stuttgart 1900
- Mac Eck's sonderbare Reisen zwischen Konstantinopel und San Francisco. Bonz, Stuttgart 1901
- Österreichische Kunst im 19. Jahrhundert. Seemann, Leipzig 1903. 1. T.: 1800-1848. 2. T.: 1848-1900
- Ewige Stadt, ewiges Land: Frohe Fahrt in Italien. Bonz, Stuttgart 1903
- Sonne Homers: Heitere Fahrten durch Griechenland und Sizilien 1802-1904. Bonz, Stuttgart 1905
- Rudolf von Alt: Variationen. Konegen, Wien 1905
- Schiller - Lenau: – Zwei Concordia-Reden. Konegen, Wien 1905
- Die fünfte Dimension: Humore der Zeit, des Lebens, der Kunst. Konegen, Wien 1906
- 8 Jahre Secession: (März 1897 - Juni 1905);  Kritik - Polemik – Chronik. Konegen, Wien 1906. Reprint: Wiederhrsg. u. eingeleitet von Otto Breicha. Ritter, Klagenfurt 1984, ISBN 3-85415-023-7
- Der Zug um den Mund. Bonz, Stuttgart 1907
- Gut munkeln: Neue Humore der neuen Zeit. Bonz, Stuttgart 1909
- Altkunst - Neukunst: Wien 1894 - 1908. Konegen, Wien 1909. Reprint: Wiederhrsg. u. eingeleitet von Otto Breicha. Ritter, Klagenfurt 1986, ISBN 3-85415-034-2
- Flagranti und andere Heiterkeiten Bonz, Stuttgart 1910.  Nee ed.:  Metroverlag, Wien 2009, ISBN 3-902517-97-2
- Ludwig Speidel: eine literarisch-biographische Würdigung. Meyer & Jessen, Berlin 1910
- Rudolf von Alt: Sein Leben und sein Werk. Nach dem hinterlassenen Manuskripte für den Druck vorbereitet von Karl M. Kuzmany. Hrsg. vom k.k. Ministerium für Kultus und Unterricht. Mit 61 Tafeln und 100 Textbildern. Artaria, Wien 1911
- Das grosse Keinmalkeins. Hrsg. von Gunther Martin. Zsolnay, Wien, Darmstadt 1990, ISBN 3-552-04203-2